# Consell d'Estat d'Espanya

Escut. El Consell d'Estat és una institució espanyola regulada per la Llei Orgànica 3/1980

El Consell d'Estat d'Espanya és l'òrgan suprem consultiu del Govern espanyol que té els seus orígens en l'Edat Moderna i que està regulat per l'article 107 de la Constitució Espanyola.

## Història
El Consell d'Estat era un instrument del rei d'Espanya la finalitat del qual era debatre sobre la política exterior del Regne. Present ja en el regnat dels Reis Catòlics, formava part del Consell de Castella.
El rei Carles I d'Espanya decidí crear un consell propi per als assumptes externs del Regne a causa de la gran actuació exterior que va marcar el seu regnat, iniciant les seves activitats el 1526, moment en el qual Soliman el magnífic amenaça Àustria.
Els seus consellers no eren especialistes en lleis sinó experts en relacions internacionals, formant part entre altres Fadrique Álvarez de Toledo, II Duc d'Alba o Nicolau Perrenot. Els consellers eren, per tant, membres de l'alta noblesa i de l'alt clergat. Posteriorment, en temps de Felip II de Castella, de vegades el monarca no presidia els consells i, en el seu lloc envià al seu Secretari Antonio Pérez.
La missió del Consell era assessorar al Rei sobre la política exterior i tenia el control de les ambaixades de Viena (dinastia familiar dels Àustries), Roma, Venècia, Gènova, i de les principals potències d'Europa: França, Anglaterra i Portugal.
A diferència del Consell de Castella, en el qual el Rei escoltava als consellers i executava les conclusions que li presentaven, en el Consell d'Estat era el mateix rei el qual exposava els punts a debatre, escoltava als seus consellers i, posteriorment, el mateix monarca prenia les decisions que havien de prendre's.
Amb la Constitució de 1812 es va crear el Consell com a òrgan de control del poder del monarca, que precisava l'aprovació del mateix per a alguns actes. Després de 1904 es va convertir en òrgan consultiu del poder executiu.

## Composició i funcions
Actualment està regulat per la Llei Orgànica 3/1980, signada el 22 d'abril, i modificada per la Llei Orgànica 3/2004, de 28 de desembre.
L'actual Consell està format per:
- El President del Consell és nomenat lliurement per Reial decret del Consell de Ministres entre juristes de reconegut prestigi i experiència en assumptes d'Estat.

- El Ple del Consell està format pel President, els consellers nats (els ex-Presidents del Govern d'Espanya; els Directors o Presidents de la Reial Acadèmia Espanyola, Reial Acadèmia de Jurisprudència i Legislació, Reial Acadèmia de la Història i del Consell Econòmic i Social; el Fiscal General de l'Estat; el Cap de l'Estat Major de la Defensa; el Governador del Banc d'Espanya; el Director del Servei Jurídic de l'Estat i els Presidents de la Comissió General de Codificació i de l'Advocacia), els consellers permanents (nomenats lliurement per decret entre els que han estat ministres, presidents o consellers dels governs de les comunitats autònomes, consellers d'estat, lletrats del mateix consell, professors numeraris i funcionaris de nivell universitari amb quinze anys d'exercici, oficials generals del Cos Jurídic Militar i ex-governadors del Banc d'Espanya, amb el límit en nombre que no ha de superar al de seccions) i els consellers electes en nombre no superior a deu i per un període de quatre anys, a més del Secretari General del Consell.

- La Comissió Permanent està integrada pel president, els Consellers permanents i el Secretari general.

- La Comissió d'Estudis està integrada pel president, dos Consellers permanents, dos nats i dos electius, designats pel ple, i el Secretari general.

La funció del Consell d'Estat és exclusivament consultiva i es limita a donar la seva opinió fundada sobre l'objecte de la consulta realitzada pel Govern d'Espanya o presidents de Comunitats Autònomes o a proposar una altra solució més adequada. En l'exercici d'aquesta funció ha de vetllar per l'observança i compliment de la Constitució i de la resta de l'ordenament jurídic (Llei Orgànica 3/1980, de 22 d'abril). Així mateix ha de procurar l'harmonia del sistema, el rigor de la tècnica normativa i el bon fer de l'Administració, per a reduir al mínim la conflictivitat amb els ciutadans.

## Llista de presidents
- Antonio Jiménez Blanco (1980-82)
- Antonio Hernández Gil (1982-86)
- Fernando Ledesma Bartret (1991-96)
- Íñigo Cavero Lataillade (1996-2002)
- José Manuel Romay Beccaría (2002-04)
- Francisco Rubio Llorente (2004-12)
- José Manuel Romay Beccaría (2012-18)[1]
- María Teresa Fernández de la Vega (2018-2022)
- Magdalena Valerio Cordero (2022-2024)
- Carmen Calvo Poyato (2024...)